# Stranger Things: Suspicious Minds
Stranger Things: Suspicious Minds é o primeiro livro baseado na série de televisão estadunidense Stranger Things, escrito por Gwenda Bond e publicado pela Penguin Random House em fevereiro de 2019.

## Enredo
A história explora o passado de dois personagens da série: Theresa "Terry" Ives, mãe biológica de Jane Ives / Onze, e Martin Brenner, um renomado cientista, porém capaz de cometer as maiores atrocidades para alcançar seus objetivos.

Nos Estados Unidos, no final da década de 1960, o país estava passando por profundas mudanças políticas e sociais, e Terry Ives, estudante da fictícia cidade de Hawkins, em Indiana, se vê à parte dos acontecimentos. Cansada de ser uma mera espectadora das mudanças à sua volta, ela enxerga sua grande chance de entrar para a história ao se voluntariar para participar de um projeto ultrassecreto do governo americano chamado Projeto MKULTRA, realizado no Laboratório Nacional de Hawkins, porém ao conhecer o cientista Martin Brenner, responsável pelo projeto, Terry se vê presa em uma trama repleta de manipulações e perigos, travando com Brenner uma guerra em que a mente humana é o campo de batalha. E sua única chance de vitória reside em uma menininha com poderes sobre-humanos e um número no lugar do nome.